# Leo Rolly Carnando
Leo Rolly Carnando (* 29. Juli 2001 in Klaten) ist ein indonesischer Badmintonspieler.

## Karriere
Carnando gelang 2018 der internationale sportliche Durchbruch, als er im Gemischten Doppel mit Indah Cahya Sari Jamil Juniorenweltmeister wurde. Außerdem erspielte er bei den Bangladesh International die Titel in zwei Disziplinen und war im Herrendoppel ebenfalls bei den Turkey International siegreich. Im Jahr darauf triumphierte Carnando bei den Juniorenasienmeisterschaften sowohl im Mixed als auch im Herrendoppel, während er bei den Weltmeisterschaften der Junioren an der Seite von Daniel Marthin erfolgreich war und auch mit dem indonesischen Nachwuchsteam die Goldmedaille gewann. Bei den Malaysia International konnte er sich gegen ein Doppel aus dem Gastgeberland durchsetzen und das Turnier gewinnen. 2021 wurde Carnando in den Kader der indonesischen Nationalmannschaft berufen, die beim Thomas Cup triumphierte und bei den Südostasienspielen die Bronzemedaille erspielte. Bei dem Wettkampf konnte er außerdem im Herrendoppel siegen. Bei den Hylo Open zog er zum ersten Mal in ein Endspiel eines Wettkampfs der BWF World Tour ein, scheiterte jedoch mit Marthin an seinen Landsleuten Kevin Sanjaya Sukamuljo und Markus Fernaldi Gideon. Im folgenden Jahr erreichte Carnando mit dem Nationalteam das Endspiel der Asienmeisterschaften, in dem sie sich gegen Malaysia geschlagen geben mussten. Außerdem erspielte er bei den Singapore Open seinen ersten World-Tour-Titel.

## Sportliche Erfolge
| Jahr | Veranstaltung                   | Platz | Disziplin    | Spielpartner           |
| ---- | ------------------------------- | ----- | ------------ | ---------------------- |
| 2018 | Juniorenasienmeisterschaft 2018 | 3.    | Mannschaft   | Indonesien             |
| 2018 | Juniorenweltmeisterschaft 2018  | 1.    | Mixed        | Indah Cahya Sari Jamil |
| 2018 | Juniorenweltmeisterschaft 2018  | 3.    | Mannschaft   | Indonesien             |
| 2018 | Malaysian Juniors 2018          | 1.    | Herrendoppel | Daniel Marthin         |
| 2018 | Indian Juniors 2018             | 1.    | Herrendoppel | Daniel Marthin         |
| 2018 | Indian Juniors 2018             | 2.    | Mixed        | Metya Inayah Cindiani  |
| 2019 | Juniorenasienmeisterschaft 2019 | 1.    | Herrendoppel | Daniel Marthin         |
| 2019 | Juniorenasienmeisterschaft 2019 | 1.    | Mixed        | Indah Cahya Sari Jamil |
| 2019 | Juniorenasienmeisterschaft 2019 | 2.    | Mannschaft   | Indonesien             |
| 2019 | Juniorenweltmeisterschaft 2019  | 1.    | Herrendoppel | Daniel Marthin         |
| 2019 | Juniorenweltmeisterschaft 2019  | 2.    | Mixed        | Indah Cahya Sari Jamil |
| 2019 | Juniorenweltmeisterschaft 2019  | 1.    | Mannschaft   | Indonesien             |
| 2019 | German Juniors 2019             | 2.    | Herrendoppel | Daniel Marthin         |
| 2019 | Jaya Raya Juniors 2019          | 1.    | Herrendoppel | Daniel Marthin         |
| 2019 | Jaya Raya Juniors 2019          | 1.    | Mixed        | Indah Cahya Sari Jamil |

| Jahr | Veranstaltung                 | Platz | Disziplin    | Spielpartner           |
| ---- | ----------------------------- | ----- | ------------ | ---------------------- |
| 2018 | Bangladesh International 2018 | 1.    | Herrendoppel | Daniel Marthin         |
| 2018 | Bangladesh International 2018 | 1.    | Mixed        | Indah Cahya Sari Jamil |
| 2018 | Turkey International 2018     | 1.    | Herrendoppel | Daniel Marthin         |
| 2018 | Turkey International 2018     | 2.    | Mixed        | Indah Cahya Sari Jamil |
| 2019 | Malaysia International 2019   | 1.    | Herrendoppel | Daniel Marthin         |
| 2021 | Hylo Open 2021                | 2.    | Herrendoppel | Daniel Marthin         |
| 2021 | Thomas Cup 2020               | 1.    | Mannschaft   | Indonesien             |
| 2021 | Südostasienspiele 2021        | 1.    | Herrendoppel | Daniel Marthin         |
| 2021 | Südostasienspiele 2021        | 3.    | Mannschaft   | Indonesien             |
| 2022 | Singapore Open 2022           | 1.    | Herrendoppel | Daniel Marthin         |
| 2022 | Asienmeisterschaft 2022       | 2.    | Mannschaft   | Indonesien             |